# Roland Klaus Weidle
Roland Klaus Weidle ist ein deutscher Anglist.

## Leben
Er studierte von 1985 bis 1993 Universitäten Hamburg, Leningrad und Norwich Englisch und Russisch. Nach der Promotion zum Dr. phil. in Hamburg 2001 und Habilitation 2007 ebenda wurde er Professor in Bochum 2009. Seine Forschungsschwerpunkte liegen in der Englischen Literatur der frühen Neuzeit (insbesondere Shakespeare). Von 2011 bis 2023 war er Vizepräsident der Deutschen Shakespeare Gesellschaft. Er ist verheiratet und Vater von zwei Töchtern.

## Schriften (Auswahl)
- Manierismus und Manierismen: William Shakespeares The Tempest und Peter Greenaways Prospero's books. Alfeld an der Leine 1997, ISBN 3-930258-53-6.
- Shakespeares dramaturgische Perspektive. Die theatrale Grammatik Erving Goffmans als Modell strategischer Interaktion in den Komödien und Historien. Heidelberg 2002, ISBN 3-8253-1440-5.
- Englische Literatur der Frühen Neuzeit. Eine Einführung. Berlin 2013, ISBN 978-3-503-13773-2.
- „I am chang'd since you beheld me last“. Verhandlungen personaler Identität in der englischen Tragödie vom 16. bis zum 18. Jahrhundert. Heidelberg 2017, ISBN 3-8253-6750-9.